# The Journal of Immunology
The Journal of Immunology, ou plus communément JI, est une revue scientifique américaine fondée en février 1916 et spécialisée dans la recherche expérimentale en immunologie. Elle est la propriété de The American Association of Immunologists.
Le JI est une revue de haute qualité, publiée bimensuellement en anglais. Son facteur d'impact en 2007 est de 6,07. Ses archives sont entièrement disponibles jusqu'en 1916.